# Lucius Volusius Saturninus (suffectconsul 12 v.Chr.)
Lucius Volusius Saturninus (ca. 60 v.Chr. – 20 n.Chr.) was een Romeins politicus en senator.
De vader van Saturninus was Quintus Volusius, die als praefectus in Cilicia in dienst van Marcus Tullius Cicero was. Hij stamde uit een oude praetorische familie. Saturninus’ echtgenoot was Nonia Pollia, die tot de snel opklimmende familie der Nonii Asprenates behoorde. Zijn gelijknamige zoon was 3 n.Chr. consul suffectus, zijn dochter heette Cornelia.
In 12 v.Chr. was Saturninus consul suffectus.
Als triumvir turmis equitum recognoscendis kreeg hij van Augustus de opdracht de ridderstand te onderzoeken. Tussen 11 v.Chr. en 2 n.Chr. (wellicht 7/6 v.Chr.) was Saturninus proconsul van de provincie Africa, daarna rond 4/5 n.Chr. legatus van de provincie Syria.